# عبد الباسط عودة
عبد الباسط محمد قاسم عودة (ولد في 29 مارس 1977 في طولكرم – توفي في 27 مارس 2002 في نتانيا) عسكري فلسطيني من كتائب القسام الجناح العسكري لحركة حماس، نفذ عملية استشهادية تعتبر أضخم عملية تفجيرية للمقاومة فلسطينية في تاريخ إسرائيل، وهي عملية تفجير فندق بارك بتاريخ 27 مارس 2002، وعلى إثرها أطلق رئيس الوزراء الإسرائيلي أرئيل شارون عملية الدرع الواقي والتي ضربت طولكرم وكافة الأراضي الفلسطينية، وحاصرت إسرائيل فيها الرئيس الفلسطيني ياسر عرفات بتاريخ 29 مارس 2002.

## نشأته وحياته
ولد عبد الباسط محمد قاسم عودة في مدينة طولكرم بالضفة الغربية بتاريخ 29 مارس 1977، وهو الخامس بين سبعة إخوة -ثلاث أولاد وأربع بنات-.

## العملية التفجيرية
قام بتفجير نفسه في فندق بارك في مدينة «نتانيا» التي قامت على أنقاض قرية أم خالد، ليوقع حوالي 36 قتيلًا وأكثر من 150 جريحًا إسرائيليًا.

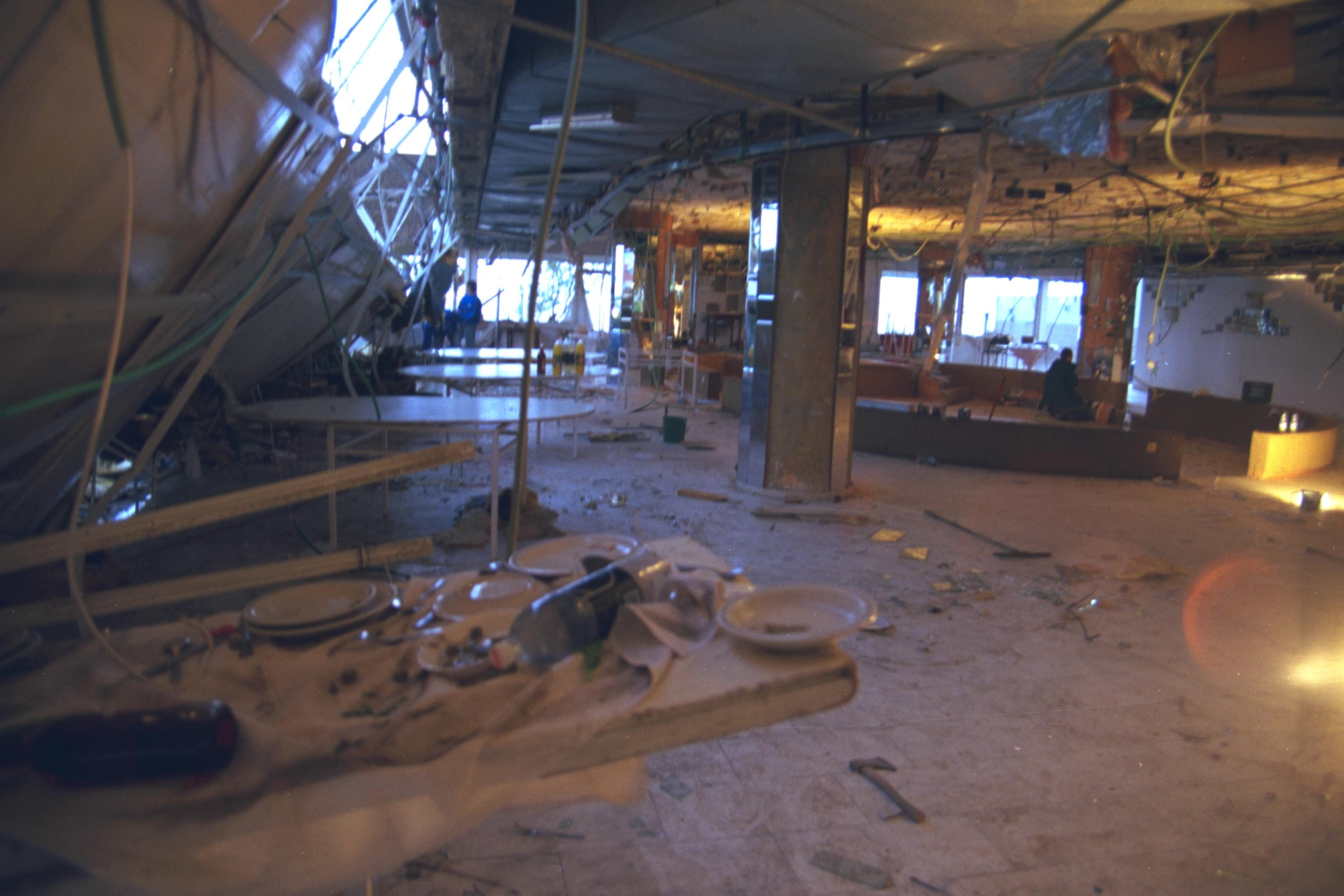
تفجير فندق بارك

### بيان كتائب القسام وتفاصيل العملية
أبرز ما جاء في بيان كتائب القسام:

### وصيته
جاء في وصيته:

## تفجير منزله
بعد أيام، قامت القوات الإسرائيلية بتفجير كامل المبنى الذي تقيم فيه أسرة عودة في مدينة طولكرم، والمكون من أربعة طوابق.

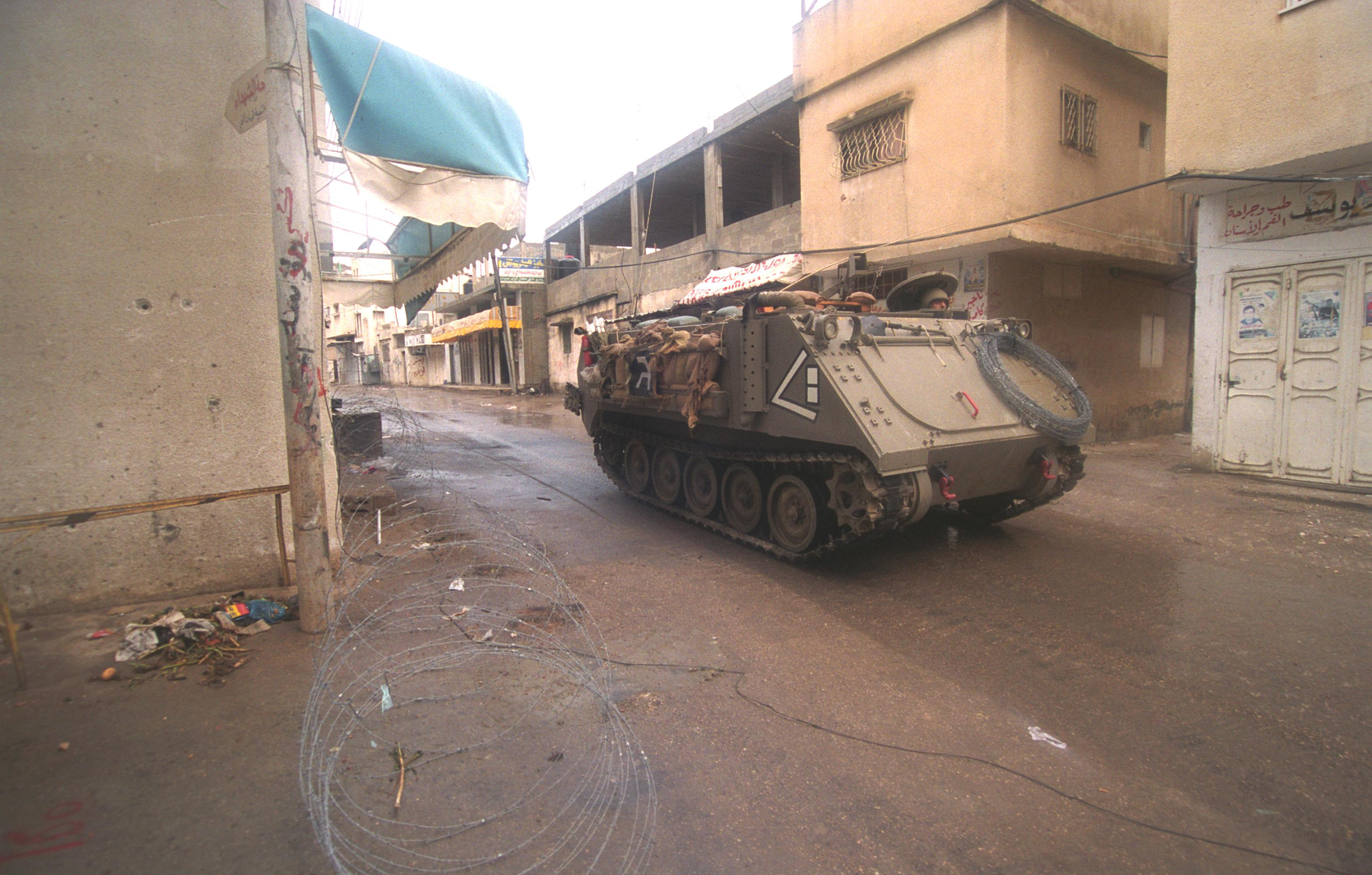
دبابات إسرائيلية تتوغل في مدينة طولكرم بعد عملية عبد الباسط عودة

## أبرز ردود الفعل الدولية على عمليته
- إسرائيل: قال المتحدث باسم الحكومة الإسرائيلية جدعون مائير فيما يتعلق بالهجوم «ما عشناه الليلة كان مجزرة عيد الفصح»، وأضاف «ليس هناك حد للهمجية الفلسطينية.»[12] وقرر رئيس الوزراء الإسرائيلي أرئيل شارون فوراً إطلاق عملية الدرع الواقي لمهاجمة الضفة الغربية.
- فلسطين: «استنكر» مسؤولي السلطة الفلسطينية الهجوم «بشدة»،[13] وخلال بث تلفزيوني على قناة التلفزيون الفلسطيني، أشاد ياسر عرفات بالشعب الفلسطيني لانتفاضة الشعبية الحالية ضد إسرائيل، ولكنه شدد على «أننا ضد قتل المدنيين من الطرفين».[14]
- الأمم المتحدة: قال كوفي عنان، الأمين العام للأمم المتحدة، أنه يدين التفجيرات الانتحارية ضد المدنيين الإسرائيليين واصفاً إياها بالمنفرة أخلاقياً.[15]
- الولايات المتحدة: أدان جورج دبليو بوش الهجوم، ودعا ياسر عرفات إلى القيام بكل ما في وسعه لوقف ما أسماه «القتل الإرهابي».[16]

## وصلات خارجية
- عبد الباسط عودة يتحول لأسطورة، قناة الجزيرة بتاريخ 6 أبريل 2002.